# Adrian Schumpe
Adrian Schumpe (* 14. Mai 1953 in Bevensen) ist ein deutscher Chemiker.

## Leben
Adrian Schumpe promovierte 1981 an der Gottfried Wilhelm Leibniz Universität Hannover über Die chemische Bestimmung von Phasengrenzflächen in Blasensäulen bei uneinheitlichen Blasengrössen. Anschließend war er als Postdoc an der University of Pittsburgh tätig. Außerdem arbeitete er fünf Jahre lang bei der Gesellschaft für Biotechnologische Forschung in Braunschweig. 1986 habilitierte er an der Carl von Ossietzky Universität Oldenburg über den Stoffaustausch in Dreiphasen-Blasensäulen. Von 1991 bis 1994 war er Professor an der Friedrich-Alexander-Universität Erlangen-Nürnberg. Seit 1994 ist Schumpe Professor für Technische Chemie an der Technischen Universität Braunschweig. Zusätzlich war er von 2003 bis 2007 Studiendekan für den Bereich Chemie. Sein Forschungsschwerpunkt liegt im Bereich der Gaslöslichkeit, der Hydrothermalen Karbonisierung und der Mehrphasen-Raktionstechnik.